# Альмар Ормарссон
Альмар Ормарссон (ісл. Almarr Ormarsson, нар. 25 лютого 1988) — ісландський футболіст, півзахисник клубу «Фрам».
Виступав, зокрема, за клуб «Фрам», а також молодіжну збірну Ісландії.

## Клубна кар'єра
У дорослому футболі дебютував 2008 року виступами за команду «Акурейрі». 
Своєю грою за цю команду привернув увагу представників тренерського штабу клубу «Фрам», до складу якого приєднався того ж року. Відіграв за рейк'явіцьку команду наступні п'ять сезонів своєї ігрової кар'єри. Більшість часу, проведеного у складі «Фрама», був основним гравцем команди.
Згодом з 2014 по 2022 рік грав у складі команд «КР Рейк'явік», «Акурейрі», «Фйолнір», «Акурейрі» та «Валюр».
До складу клубу «Фрам» приєднався 2022 року. 

## Виступи за збірну
У 2011 році залучався до складу молодіжної збірної Ісландії. На молодіжному рівні зіграв у 6 офіційних матчах, забив 2 голи.